# Baarle

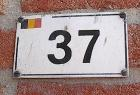
Número de casa belga

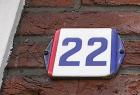
Número de casa neerlandesa

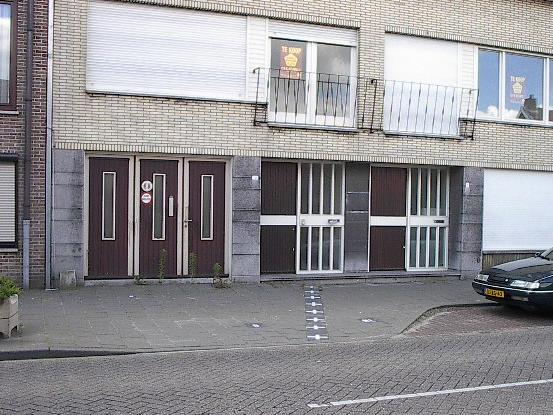
Baarle

Baarle é um pequeno núcleo urbano situado dentro dos Países Baixos (com o nome de Baarle-Nassau), cujo território pertence em parte à Bélgica (com o nome de Baarle-Hertog). Grande parte da povoação são enclaves belgas totalmente rodeados por território neerlandês, mas há também o oposto (enclaves neerlandeses totalmente rodeados por território belga).
Ambos os territórios possuem administração local própria, incluindo os serviços públicos e a limitação das fronteiras são feitas, em geral, por marcações no piso do calçamento.